# Siége Perilous
Siége Perilous es el tercer álbum de estudio de la banda de power metal Kamelot. Fue lanzado el 4 de agosto de 1998, bajo el sello discográfico Noise Records. Es el primer álbum con Roy Khan (ex-Conception) en vocales y Casey Grillo en batería, además fue el último con David Pavlicko en teclados.
En las leyendas artúricas, el asiento peligroso (Siege Perilous, Siège périlleux) era un asiento de la Mesa Redonda de la corte del rey Arturo. El mago Merlín reservó el asiento para que fuera ocupado únicamente por aquel caballero que estuviera destinado a encontrar el Santo Grial. 

## Lista de canciones
El tracklist en la parte trasera del CD es incorrecto. "Rhydin" es la sexta canción, mientras que "Parting Visions" y "Once a Dream" deberían estar en una posición más abajo de como se indica. El siguiente orden es el correcto.
1. "Providence" – 5:35
2. "Millennium" – 5:15
3. "King's Eyes" – 6:14
4. "Expedition" – 5:41
5. "Where I Reign" – 5:58
6. "Rhydin" – 5:03
7. "Parting Visions" – 3:34
8. "Once a Dream" – 4:24
9. "Irea" – 4:32
10. "Siege" (instrumental) – 4:21

Bonus Track japonés
1. "One Day" – 4:10

El título de la sexta canción es una referencia al juego de rol y fantasía, RhyDin.

## Personal

### Miembros de la banda
- Roy Khan: vocal
- Thomas Youngblood: guitarra eléctrica
- Glenn Barry: bajo eléctrico
- David Pavlicko: teclado electrónico)
- Casey Grillo: batería

- Datos: Q1756574